# Guillermo Páez
Guillermo Alejandro Páez Cepeda, mais conhecido como Guillermo Páez (Santiago, 18 de abril de 1945), é um treinador e ex-futebolista chileno que atuava como volante. Ele esteve presente na Copa do Mundo de 1974, sediada na Alemanha. Páez atuou em três jogos como titular na fase de grupos (primeira fase).